# 対空砲章
対空砲章(たいくうほうしょう、ドイツ語: Flak-Kampfabzeichen)は、ナチス・ドイツの勲章。

## 概要
1941年1月10日、ヘルマン・ゲーリングによって制定された。デザインはヴィルヘルム・エルンスト・ピークハウスである。対空砲を用いた敵機の撃墜や、戦車や掩体壕など地上目標を撃破した空軍軍人が授与対象であった。
対空砲章に描かれているのは88mm砲である。佩用は左胸ポケットに行い、一級鉄十字章など高位の勲章の下に配置する。
ドイツ国防軍で制定されていた勲章に、陸軍対空砲章という対空砲章と類似したものが存在する。だが、対空砲章は地上目標の撃破でも授けられたのに対し、陸軍対空砲章は航空機の撃墜のみが授与対象であった。